# Nassaukerk
De Nassaukerk is een protestants kerkgebouw uit 1926 aan de De Wittenkade in de Staatsliedenbuurt in Amsterdam-West.

## Gebouw
Het gebouw is ontworpen door de Zeister architect H.G. Krijgsman voor de Gereformeerde Kerk van Amsterdam. Krijgsman reageerde met zijn ontwerp op een uitgeloofde prijsvraag onder architecten die tevens lidmaat waren van de gereformeerde kerk (ook de latere aannemers moesten lid zijn van die kerk). De inzendingen werden in 1924 tentoongesteld in het Stedelijk Museum. In de jury zaten gerenommeerde architecten als Tjeerd Kuipers en Bert Johan Ouëndag. Het ontwerp van Krijgmans, die hij inzond onder het motto "Vrede" (de naam Vredeskerk was al vergeven) werd verkozen hetgeen de architect 1300 gulden opleverde. De jury stoorde zich wel aan een afdakje en het torentje, maar men was tevreden over het rustige uiterlijk. Men schatte in 1924 in dat de bouw 115.000 gulden zou kosten, voor een kerk die ruimte bood aan 700 personen; het werd uiteindelijk 153.300 gulden (aanbesteding februari 1925) voor een kerk geschikt voor 924 personen. Voor het gebouw moesten meer dan 450 heipalen de grond in. De eerste steen werd gelegd in juli 1925. Krijgsman hanteerde de Amsterdamse Schoolstijl. Deze is bijvoorbeeld terug te vinden in de bakstenen gevels (grote oppervlakten baksteen) en de vlakverdeling binnen de ramen. Opmerkelijk aan de kerk zijn de paraboolconstructies in vensters en de binnenruimte (zie ook de knikken in het dak). De kerk heeft een plattegrond in de vorm van een Grieks kruis, waarmee de kerk gelijkenis heeft met de Noorderkerk en Oosterkerk. De kruisvormige kerk ligt aan de kade achter de rooilijn, zodat er een voorpleintje is.
Aan de achterkant van de kerk, aan de De Wittenstraat, maken wijklokalen en geïntegreerde woningen deel uit van het gebouw. De opening, waarbij burgemeester Willem de Vlugt (de gemeente Amsterdam had een bijdrage verzorgd in de vorm van een tijdklok in het torentje) aanwezig was, vond plaats op 18 juni 1926, tegelijkertijd sloot de Bloemgrachtkerk haar deuren.

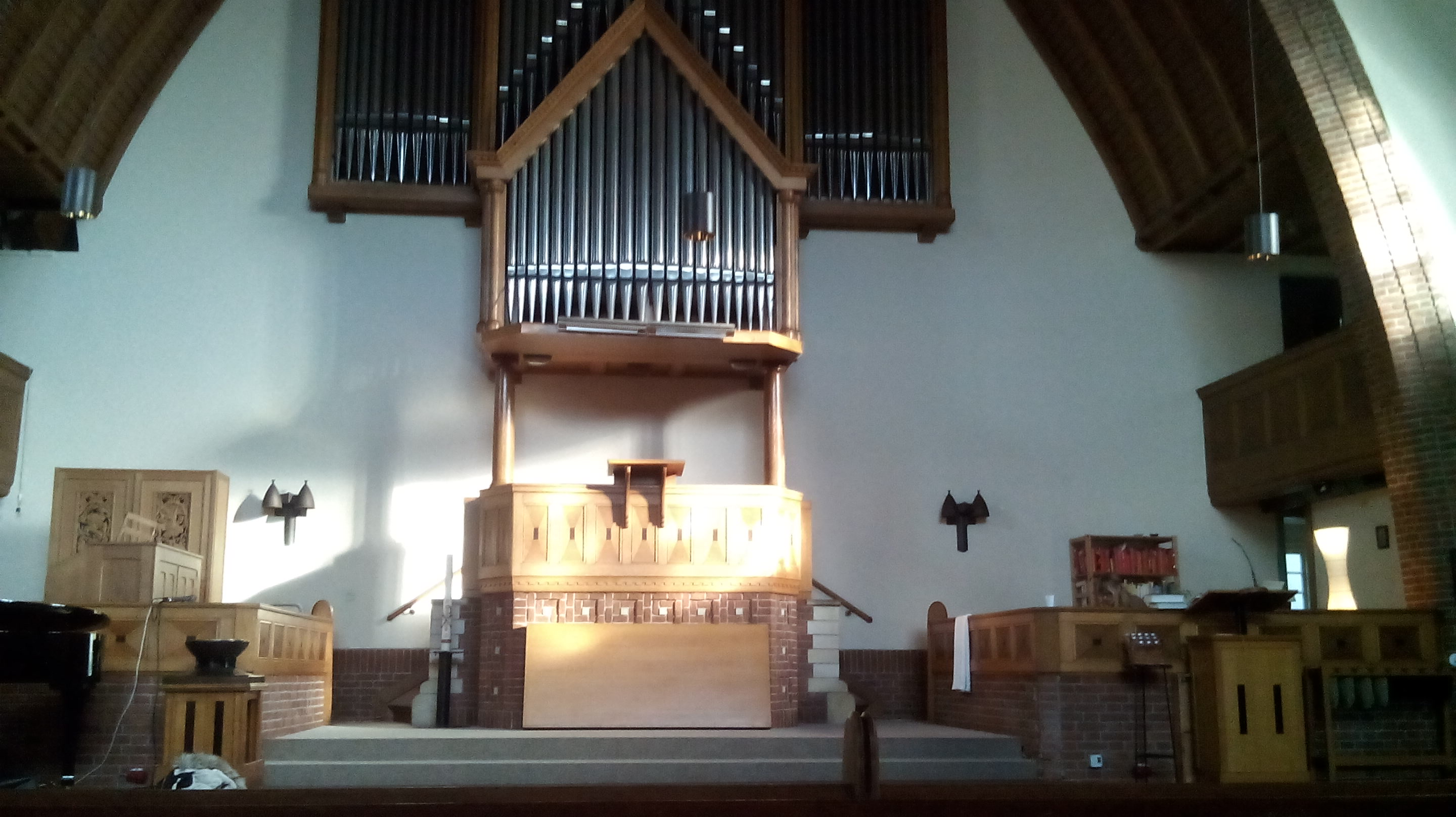
Orgel en preekstoel

## Verder
Het orgel is gebouwd door Valckx & Van Kouteren in 1931. Het is een pneumatisch orgel met 21 registers. Het orgelfront heeft een kruisvorm, dit is bereikt doordat aan weerszijden van de orgelpijpen vakken zijn gemaakt met loze pijpen.
In 1940 leek het doek te vallen voor de kerk; een besluit tot verkoop werd echter ingetrokken, in plaats van de Nassaukerk werd de Haarlemmerpoortkerk van Tjeerd Kuipers verkocht.

## Gebruik
De Nassaukerk wordt gebruikt door een wijkgemeente van de Protestantse Kerk Amsterdam, waarin de Gereformeerde Kerk van Amsterdam is opgegaan. Er is ook maandelijks een viering in de stijl van Taizé. De kerk is de vaste oefenruimte van Het Russisch Kamerkoor.